# Општина Попешти (Јаши)
Попешти (рум. Popeşti) општина је у Румунији у округу Јаши.
Oпштина се налази на надморској висини од 145 m.